# Mesobracon giganteus
Mesobracon giganteus är en stekelart som beskrevs av Josef Fahringer 1928. Mesobracon giganteus ingår i släktet Mesobracon och familjen bracksteklar. Inga underarter finns listade i Catalogue of Life.